# Joshua Wong
Joshua Wong (in cantonese Wòhng Jīfūng, 黃之鋒T, 黄之锋S, Huáng ZhīfēngP, Wong Chi-fungW; Hong Kong, 13 ottobre 1996) è un attivista e politico hongkonghese, fondatore del gruppo di attivisti studenteschi Scholarism ed ex-segretario generale del partito pro-democrazia Demosistō. È conosciuto internazionalmente per aver preso parte alle Proteste a Hong Kong del 2014, note come Rivoluzione degli ombrelli, in qualità di leader.
Joshua Wong è stato incluso dalla rivista TIME come Influential Teens del 2014, è stato inoltre candidato come Person of the Year 2014,  riconosciuto dalla rivista Fortune come uno dei più grandi leader del mondo nel 2015. Nel 2017 è stato preso in considerazione per la nomina al Premio Nobel per la pace. Nell'agosto dello stesso anno, Wong e altri due attivisti pro-democrazia sono stati condannati e incarcerati per il loro ruolo nell'occupazione della Civic Square nella fase iniziale delle proteste del 2014, mentre nel gennaio 2019 è stato incarcerato di nuovo per non aver rispettato un ordine del tribunale che imponeva la fine delle proteste nel distretto di Mong Kok.

## Infanzia ed educazione
Joshua Wong Chi-fung è nato a Hong Kong da Grace Wong e Roger Wong, genitori della classe media hongkonghese, di religione cristiana. Si è diplomato allo United Christian College (Kowloon East), un istituto privato anglicano. In seguito si è iscritto all'Open University di Hong Kong alla facoltà di Scienze politiche, senza mai terminare gli studi.

## Attivismo politico

### Primo periodo
L'attivismo politico di Joshua Wong inizia molto presto, ad appena 14 anni, quando prende parte alle manifestazioni contro il progetto di una ferrovia ad alta velocità che avrebbe dovuto collegare Hong Kong alla Cina interna. Due anni dopo, nel 2011, è tra i fondatori del gruppo politico studentesco Scholarism, dall'aperto carattere pro-democrazia. Nel 2012, invece, è tra i promotori di una manifestazione cui prenderanno parte più di 100.000 persone, contro il tentativo del governo di rafforzare l'insegnamento della cosiddetta "educazione patriottica" nelle scuole.

### Ruolo nelle proteste del 2014

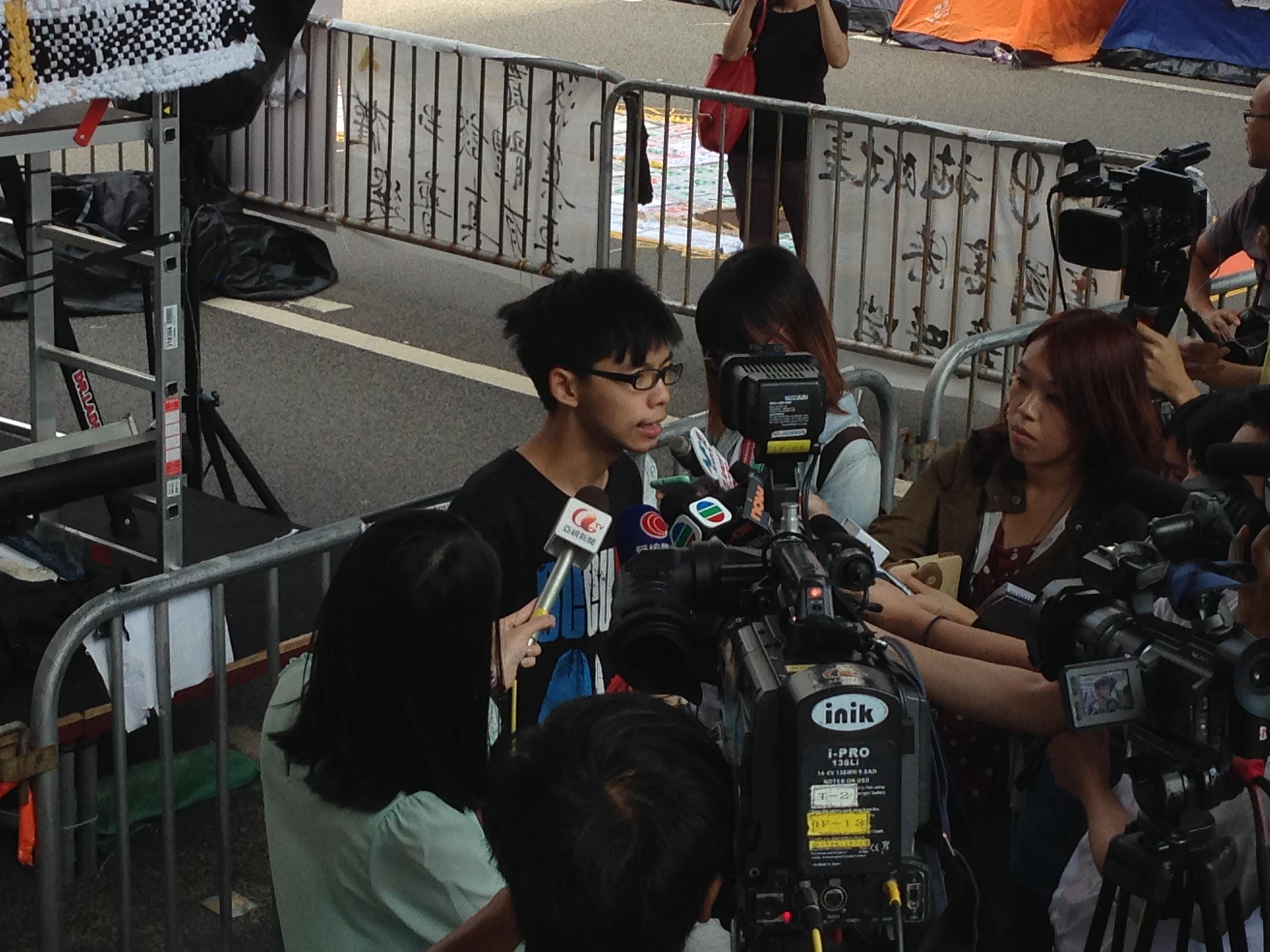
Wong in un'intervista durante le proteste a Hong Kong del 2014

Nel giugno 2014 gli attivisti di Scholarism avviarono un progetto politico di maggior respiro democratico con il fine di riformare il sistema elettorale di Hong Kong, per permettere la nomina civica diretta del capo esecutivo della città a partire dalle elezioni del 2017. Il governo centrale cinese, infatti, aveva deciso di imporre forti limiti alle elezioni di Hong Kong, limitando il numero di candidati e imponendo che venissero pre-approvati da un'apposita commissione nominata da Pechino. Wong, come leader studentesco, iniziò la sua attività di protesta tra gli studenti, partecipando attivamente alla nascita e sviluppo della Rivoluzione degli ombrelli. Nella notte fra il 26 e il 27 settembre 2014, assieme ad altre 78 persone, venne arrestato dalla polizia durante una massiccia protesta, dopo che centinaia di studenti avevano occupato la piazza civica di fronte al complesso del governo centrale, in segno di protesta contro la decisione di Pechino di ostacolare la riforma elettorale. A differenza dei compagni di protesta è stato rilasciato dalla polizia dopo 46 ore di custodia.
Le proteste proseguirono e il 27 novembre Wong venne accusato di ostacolare l'attività di sgombero coatto: la polizia era infatti intenta a sgomberare un'area del distretto di Mong Kok, in cui i manifestanti si erano accampati in segno di protesta da circa 60 giorni. Nonostante il suo avvocato descrivesse l'accusa come motivata politicamente e avesse denunciato violenze fisiche subite dal suo cliente da parte della polizia durante il fermo, Wong dovette pagare una multa e gli venne intimato di non entrare nuovamente a Mong Kok, come una delle condizioni della cauzione.

### Periodo successivo
Il 16 gennaio 2015 Wong viene nuovamente fermato e trattenuto per il suo presunto coinvolgimento in reati di coordinamento, incitamento e partecipazione ad un'assemblea non autorizzata. Nel maggio del 2015 gli venne negato l'ingresso in Malaysia, dove voleva tenere delle conferenze sulla democrazia: venne infatti fermato all'aeroporto internazionale di Penang, sulla base del fatto che era considerato "una minaccia per i legami della Malesia con la Cina", in gran parte a causa della sua presunta presa di posizione "anti-cinese" durante le proteste del 2014.
Il 19 agosto 2015, Wong è stato formalmente accusato dal Dipartimento di Giustizia di Hong Kong di incitare altre persone a unirsi a un'assemblea illegale insieme a Alex Chow, ex leader della Federazione degli studenti di Hong Kong.
Nel gennaio del 2017, durante un viaggio a Taiwan, dove intendeva tenere delle conferenze su tematiche politiche, dei manifestanti pro-Pechino lo insultarono e tentarono di assalirlo: nonostante il dispiegamento di agenti uno di loro riuscì quasi a colpirlo in volto.

## Carriera politica

### Fondazione di Demosisto
Nell'aprile del 2016, Wong e altri leader di Scholarism nonché del Movimento degli ombrelli, tra cui Agnes Chow e Nathan Law, fondano il partito politico Demosisto. Wong allora aveva appena 19 anni. In tale occasione Agnes Chow spiegò che il partito era nato per dare l'avvio a una lotta per la democrazia, a Hong Kong, sul lungo termine: avrebbero a tal proposito proposto un referendum riguardante il futuro di Hong Kong dopo il 2047, anno in cui l'autonomia dell'isola democratica dovrebbe cessare in base alla Dichiarazione congiunta sino-britannica. Wong in seguito a questo suo battesimo politico ricevette numerose minacce e insulti sui social media da parte di utenti pro-Pechino.

### Nomina al premio Nobel per la pace
Un gruppo bipartisan di legislatori statunitensi guidato dal senatore Marco Rubio, presidente del Congressional-Executive Commission on China, il 1º febbraio 2018 annunciò di avere nominato Joshua Wong, Nathan Law, Alex Chow e l'intero Movimento degli ombrelli per il premio Nobel per la pace di quell'anno. Come motivazione, si legge: "per i loro sforzi pacifici volti a raggiungere riforme politiche e per proteggere l'autonomia e le libertà garantite a Hong Kong dalla Dichiarazione congiunta sino-britannica".

### Proteste ad Hong Kong del 2019-2020
Quando uscì di prigione nel luglio del 2019 (vedi "Incarcerazione"), erano in corso le proteste a Hong Kong del 2019-2020, contro il disegno di legge sull'estradizione. Intervistato, chiese al capo esecutivo Carrie Lam di ritirare il disegno di legge e dare le dimissioni; parlò inoltre degli arresti e delle violenze perpetrate dalla polizia sui manifestanti.

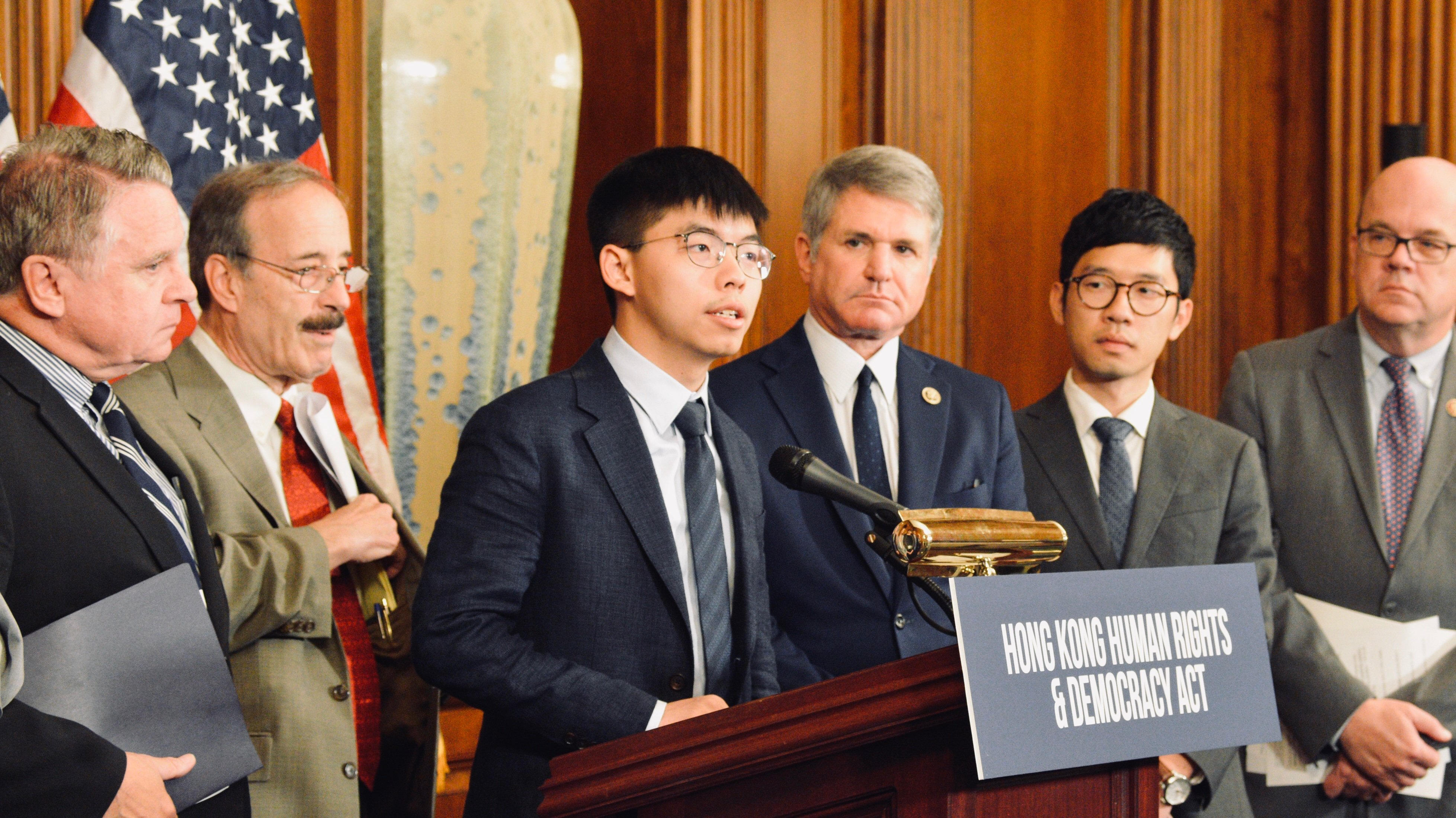
Wong parla al Campidoglio degli Stati Uniti nel 2019

Joshua non prese parte all'occupazione del Consiglio legislativo di Hong Kong da parte di molti manifestanti, ma in un'intervista spiegò le ragioni di tale atto, indicandole nella mancanza di un'effettiva rappresentatività democratica all'interno di tale edificio.
Il 29 agosto venne nuovamente arrestato dalla polizia, il giorno prima di una manifestazione pianificata ma non autorizzata. Venne denunciato e rilasciato su cauzione.
Il 9 settembre, Wong si incontrò con il ministro degli esteri tedesco Heiko Maas. In risposta, Pechino reagì con durezza, accusando i media e i politici esteri di "interferenze" con gli affari interni cinesi e di appoggiare leader considerati "separatisti".
Il 17 settembre, Wong e altri giovani attivisti parteciparono al Congressional-Executive Commission on China, a Washington. In tale occasione egli disse che Pechino non dovrebbe arraffare i benefici economici da Hong Kong e insieme attaccarne l'autonomia. Sollecitò anche il Congresso ad intervenire legalmente per proteggere i diritti civili a Hong Kong.

### Elezioni distrettuali del 2019
Il 29 ottobre 2019 Wong aveva intenzione di correre per le elezioni distrettuali di Hong Kong, ma il governo glielo impedì, a causa del suo "sostegno all'autodeterminazione di Hong Kong". Wong, il quale ha affermato di non avere mai patrocinato il separatismo, è l'unico candidato del turno elettorale ad essere stato bandito. Le elezioni si risolsero ad ogni modo con una vittoria schiacciante dei candidati pro-democrazia.

### Conseguenze della legge sulla sicurezza nazionale
In seguito alla promulgazione della Legge sulla sicurezza nazionale di Hong Kong voluta da Pechino, il 30 giugno 2020 Joshua Wong, così come gli altri fondatori Nathan Law e Agnes Chow, ha dichiarato di aver lasciato il gruppo politico Demosistō, per il timore di essere incarcerato ed estradato in Cina. Lo stesso gruppo è stato sciolto poco dopo, anche se su Facebook è stata aggiunta la scritta "Ci rivedremo presto".

## Incarcerazione
Nel 2017 Wong e altri due leader studenteschi pro-democrazia, Nathan Law e Alex Chow, furono condannati dai 6 agli 8 mesi di prigionia: la condanna scattò il 17 agosto, per l'accusa di aver occupato la Civic Square, durante le Proteste a Hong Kong del 2014 o Rivoluzione degli ombrelli. La sentenza inoltre arrestò la loro precoce carriera politica, dal momento che venne loro interdetto ogni pubblico ufficio per 5 anni. Wong venne detenuto nell'Istituto correttivo di Pik Puk. Durante la prigionia, scrisse alcuni articoli per il The Guardian, in cui affermò che nonostante le difficoltà rimaneva orgoglioso del suo ruolo di leader durante la Rivoluzione degli ombrelli. Disse che stava leggendo le autobiografie di Nelson Mandela e del dissidente cinese Liu Xiaobo, morto da poco, e che le sue privazioni rapportate alle loro non erano nulla. Aggiunse inoltre che la deriva autoritaria cinese nei confronti di chi lotta per i diritti umani era ormai diventata la "nuova normalità", ma che lui e gli altri attivisti non si sarebbero fermati.
Il 24 ottobre del 2017 a Joshua Wong e Nathan Law venne garantito il rilascio su cauzione dal giudice capo Geoffrey Ma, mentre Alex Chow non accettò e continuò il periodo di reclusione.
Il 18 gennaio 2018 Wong venne nuovamente condannato, questa volta a 3 mesi di reclusione, in seguito all'accusa di oltraggio alla corte per avere ostacolato lo sgombero coatto a Mong Kok. Nonostante avesse vinto l'appello per un alleggerimento della pena, il 16 maggio 2019 fu definitivamente condannato a due mesi di carcere.
Il 2 dicembre 2020 torna in carcere condannato per tredici mesi e mezzo, a causa di una manifestazione illegale davanti al quartier generale della polizia risalente al 21 giugno 2019. Assieme a lui, anche gli attivisti Agnes Chow e Ivan Lam hanno subito una pena, rispettivamente di dieci e sette mesi di reclusione. Un giudice del processo, il magistrato di West Kowloon Wong Sze-lai, ha pronunciato l'accusa: "Gli imputati hanno invitato i manifestanti ad assediare il quartier generale e hanno cantato slogan che minano le forze di polizia". Amnesty International ha condannato la sentenza, affermando che le autorità cinesi "mandano un avvertimento a chiunque osi criticare apertamente il governo". Il 6 maggio 2021 viene condannato ad ulteriori dieci mesi di reclusione per aver preso parte il 4 giugno scorso ad una manifestazione non autorizzata per ricordare le vittime della strage di Piazza Tienanmen, avvenuta nel 1989.

### Reazioni internazionali alla condanna

#### Stati Uniti
La portavoce della Camera dei rappresentanti degli Stati Uniti, Nancy Pelosi, ha definito "spaventosa" la brutale condanna della Cina nei confronti di questi giovani campioni della democrazia a Hong Kong.  Pelosi ha inoltre invitato il mondo a denunciare "questa ingiusta condanna e il diffuso assalto della Cina agli abitanti di Hong Kong". La senatrice degli Stati Uniti Marsha Blackburn ha dichiarato che la sentenza distrugge "ogni parvenza di autonomia a Hong Kong".

#### Regno Unito
Il ministro degli Esteri britannico Dominic Raab ha esortato "le autorità di Hong Kong e Pechino a porre fine alla loro campagna per soffocare l'opposizione".

#### Giappone
Il portavoce del governo giapponese Katsunobu Kato in una conferenza stampa ha espresso le "preoccupazioni sempre più gravi per la recente situazione di Hong Kong, come le sentenze contro tre studenti, tra cui Agnes Chow".

#### Taiwan
Il Consiglio per gli affari della comunità d'oltremare (OCAC) di Taiwan ha dichiarato che "la decisione di incarcerare Joshua Wong, Agnes Chow e Ivan Lam rappresenta un fallimento del governo di Hong Kong nel proteggere i diritti politici e la libertà di parola". La presidente di Taiwan Tsai Ing-wen ha incoraggiato gli attivisti pro-democrazia di Hong Kong a rimanere forti sui suoi social media.

#### Germania
Maria Adebahr, portavoce del ministero degli Esteri tedesco, ha affermato che le pene detentive sono "un altro elemento costitutivo di una serie di sviluppi preoccupanti che abbiamo visto in relazione ai diritti umani e civili a Hong Kong durante lo scorso anno".

## Premi e riconoscimenti
- 2017 Joshua: Teenager vs. Superpower, un film documentario su Joshua Wong
- 2015 Fortune – World's 50 Greatest Leader (10º posto)
- 2014 Lessons in Dissent, un film documentario con gli attivisti Wong e Ma Jai
- 2014 TIME Cover (edizione asiatica)
- 2014 TIME – I 25 più influenti adolescenti al mondo del 2014
- 2014 Foreign Policy – 100 Leading Global Thinkers (i 100 pensatori globali più influenti)
- 2014 TIME – Persona dell'anno 2014 (Reader's Poll – 3º posto)
- AFP Tra le 10 persone più influenti 2014
- The Times – Persona giovane dell'anno 2014